# Министерство развития Северо-Восточного региона Индии
Министерство развития Северо-Восточного региона Индии создано для решения вопросов, связанных с социально-экономическим развитием восьми штатов Северо-Восточной Индии: Аруначал-Прадеш, Ассам, Манипур, Мегхалая, Мизорам, Нагаленд, Трипура и Сикким. Оно действует в качестве посредника между Центральными министерствами или другими ведомствами и правительствами штатов в Северо-Восточном регионе по части экономического развития, предоставления минимума основных услуг, создания условий для частных инвестиций и устранения препятствия для установления прочного мира и безопасности в Северо-Восточном регионе. Департамент развития Северо-Восточной области был создан в 2001 году и получил статус полноценного министерства в 2004 году.

## Функции и обязанности
Министерство в основном занимается созданием инфраструктуры для экономического развития Северо-Восточного региона.
- Координация действий центральных министерств с правительствами северо-восточных штатов
- Наращивание потенциала
- Пропаганда и реклама
- Международное сотрудничество
- Предприятия департамента
  - Северо-Восточный совет
  - Финансовая корпорация Северо-Восточного развития
  - Корпорация Северо-восточного регионального аграрного маркетинга
  - Горнодобывающая корпорация Сикким
  - Корпорация развития северо-восточных ручных ремесел